# سرشماری عمومی نفوس و مسکن (۱۳۸۵)
سرشماری عمومی نفوس و مسکن ۱۳۸۵ سرشماری عمومی نفوس و مسکن ایران بود که در پاییز ۱۳۸۵ در سراسر کشور به اجرا درآمد. شروع این سرشماری در تاریخ ۶ آبان ۱۳۸۵ بود. این سرشماری دارای ویژگی‌هایی بود که آن را از سرشماری‌های پیشین متمایز می‌کرد. از نظر شیوه اندازه‌گیری صفات، این سرشماری نخستین سرشماری کشور بود که روش سرشماری همراه با نمونه‌گیری در آن پیاده شد. طبق این سرشماری، جمعیت کل ایران در سال ۱۳۸۵ برابر با ۷۰۴۹۵۷۸۲ نفر بود که از این تعداد ۵۰/۸۸ درصد مرد و ۴۹/۱۲ درصد زن بودند. همین‌طور متوسط بعد خانوار ۴/۰۳ نفر محاسبه شد. جمعیت سالمند یا جمعیت بالای ۶۰ سال ایران در این آمارگیری، ۵ میلیون نفر بود (۷/۴ درصد جمعیت کل کشور) که پیش‌بینی می‌شود در سال ۱۴۳۰ این عدد به ۲۵ میلیون نفر برسد.